# 鸡肠繁缕
鸡肠繁缕（学名：Stellaria neglecta）为石竹科繁缕属的植物。分布于美洲、哈萨克斯坦、北非、中南欧洲、俄罗斯、台湾岛、日本、土耳其以及中国大陆的青海、内蒙古、西藏、云南、贵州、黑龙江、浙江、江苏、新疆、陕西、四川等地，生长于海拔900米至3,400米的地区，常生于杂木林内，目前尚未由人工引种栽培。

## 别名
赛繁缕（东北草本植物志） 鹅肠繁缕（中国高等植物图鉴）

## 异名
- Stellaria media (L.) Vill. var. procera Klatt. et Richter